# Reggenza di Tangerang
La Reggenza di Tangerang (in indonesiano Kabupaten Tangerang) è una reggenza (kabupaten) dell'Indonesia situata nella provincia di Banten.